# Rally Dakar de 2008
El Rally Dakar de 2008, que habría sido la 30.ª edición de esta carrera rally raid, fue suprimido el día 4 de enero de ese año, un día antes del inicio previsto, a raíz de la amenaza de Al-Qaeda al paso del rally por Mauritania, después de que el ministro de Asuntos Exteriores de Francia, Bernard Kouchner, desaconsejara la celebración de la competición, como consecuencia de la tensa situación política en el país respecto a Francia. Si bien en años anteriores se habían cancelado etapas o modificado parte del trazado de la prueba debido a guerras civiles y amenazas contra la organización y los participantes, nunca antes se había suspendido completamente la competición. 
El rally estaba previsto que se realizase del 5 al 20 de enero de ese año. El trayecto total previsto de esta versión, que se habría extendido entre Lisboa y Dakar, era de 9273 km, de los cuales 5736 km eran trayectos especiales, y se habría disputado por rutas de Portugal, España, Marruecos (con el Sahara Occidental incluido), Mauritania y Senegal.
Tras la suspensión, el director de la carrera, el francés Étienne Lavigne, anunció el 12 de febrero de 2008 que la próxima edición del Rally Dakar se disputaría en Sudamérica.

## Recorrido
| Etapa | Fecha       | Origen          | Destino         | Total (km)      | Especial (km)   |
| ----- | ----------- | --------------- | --------------- | --------------- | --------------- |
| 1     | 5 de enero  | Lisboa          | Portimão        | 486             | 120             |
| 2     | 6 de enero  | Portimão        | Málaga          | 535             | 60              |
| 3     | 7 de enero  | Nador           | Er Rachidia     | 717             | 372             |
| 4     | 8 de enero  | Er Rachidia     | Uarzazat        | 584             | 356             |
| 5     | 9 de enero  | Uarzazat        | Guelmim         | 834             | 498             |
| 6     | 10 de enero | Guelmim         | Smara           | 625             | 454             |
| 7     | 11 de enero | Smara           | Atar            | 829             | 619             |
| 8     | 12 de enero | Atar            | Nuakchot        | 531             | 450             |
|       | 13 de enero | Día de descanso | Día de descanso | Día de descanso | Día de descanso |
| 9     | 14 de enero | Nuakchot        | Nuadibú         | 648             | 525             |
| 10    | 15 de enero | Nuadibú         | Atar            | 685             | 552             |
| 11    | 16 de enero | Atar            | Tidjikja        | 692             | 524             |
| 12    | 17 de enero | Tidjikja        | Kiffa           | 531             | 398             |
| 13    | 18 de enero | Kiffa           | Kiffa           | 515             | 484             |
| 14    | 19 de enero | Kiffa           | Saint Louis     | 757             | 301             |
| 15    | 20 de enero | Saint Louis     | Dakar           | 304             | 23              |